# Knislinge kyrka
Knislinge kyrka är en kyrkobyggnad i Knislinge. Den tillhör Knislinge-Gryts församling i Lunds stift.

## Kyrkobyggnaden
Knislinge kyrka är känd för sina medeltida målningar och började uppföras i början av 1200-talet.
Ursprungligen bestod kyrkan av långhus, kor och en halvrund absid. De äldsta romanska kalkmålningarna i triumfbågen är från denna tid. På 1400-talet fick långhuset och koret stjärnvalv och förmodligen införlivades ett ursprungligt brett torn i kyrkorummet. En rik dekor av kalkmålningar i valven utfördes av kyrkomålaren Nils Håkansson, Vittskövlemästaren. Ett nytt torn med vapenhus uppfördes på sydsidan.

### Ombyggnader efter medeltiden
1803 byggdes en tresidig sakristia vid koret i öster som ersatte en tidigare absid. Nuvarande vapenhus i väster uppfördes troligen 1843. I slutet av 1800-talet utvidgades kyrkans fönster, varvid mycket av den ursprungliga karaktären förändrades. En genomgripande restaurering genomfördes åren 1977-1978. Kyrkorummets södra ingång till tornets bottenvåning öppnades upp och samtidigt togs några bänkrader bort. Troligen var det på 1740-talet som ingången blev igenmurad. Tidigare trägolv i långhusets gångar, kor, sakristia och tornrum ersattes med tegelgolv. Söndagen den 10 december 1978 återinvigdes kyrkan av biskop Olle Nivenius. 2010 omdisponerades tornrummet till lekrum och pentry.

## Inventarier
- Altaret och altaruppsatsen är från slutet av 1500-talet eller början av 1600-talet.
- Predikstolen från 1747 är utförd av bildhuggaren Johan Ullberg.
- Dopfunten är från kyrkans äldsta tid. Den är utförd i sandsten av Knislingemästaren. Överdelen visar Jesu födelse.
- Glasmålningarna i koret och sakristian är utförda på 1930-talet av Yngve Lundström.
- Kyrkans två klockor göts 1728 respektive 1781.
- Ett tornur tillverkat av "Hansson Uhr Fabriquer i Laholm" sattes upp 1781. Urtavlan av målad plåt tillkom senare. 1977 anskaffades ett elektriskt tornur.

### Orgel
- 1892 byggde E A Setterquist & Son, Örebro en orgel med 12 stämmor. Orgeln förvaras nedmonterad i tornet.
- Den nuvarande orgeln byggdes 1980 av J. Künkels Orgelverkstad AB, Lund och är en mekanisk orgel. Fasaden är från 1892 års orgel. Orgeln invigdes den 22 mars 1980.

| Huvudverk I   | Svällverk II      | Pedal         | Koppel |
| Principal 8'  | Rörflöjt 8'       | Subbas 16´    | I/P    |
| Gedackt 8'    | Salicional 8'     | Gedacktbas 8' | II/P   |
| Oktava 4'     | Voix celeste 8'   | Koralbas 4'   | II/I   |
| Spetsflöjt 4' | Principal 4'      | Nachthorn 2'  |        |
| Blockflöjt 2' | Koppelflöjt 4'    | Fagott 16'    |        |
| Mixtur 4 chor | Kvint 2 2/3'      |               |        |
| Trumpet 8'    | Oktava 2'         |               |        |
|               | Ters 1 3/5'       |               |        |
|               | Cymbel 3 chor     |               |        |
|               | Krumhorn 8'       |               |        |
|               | Tremulant         |               |        |
|               | Crescendosvällare |               |        |

## Bildgalleri

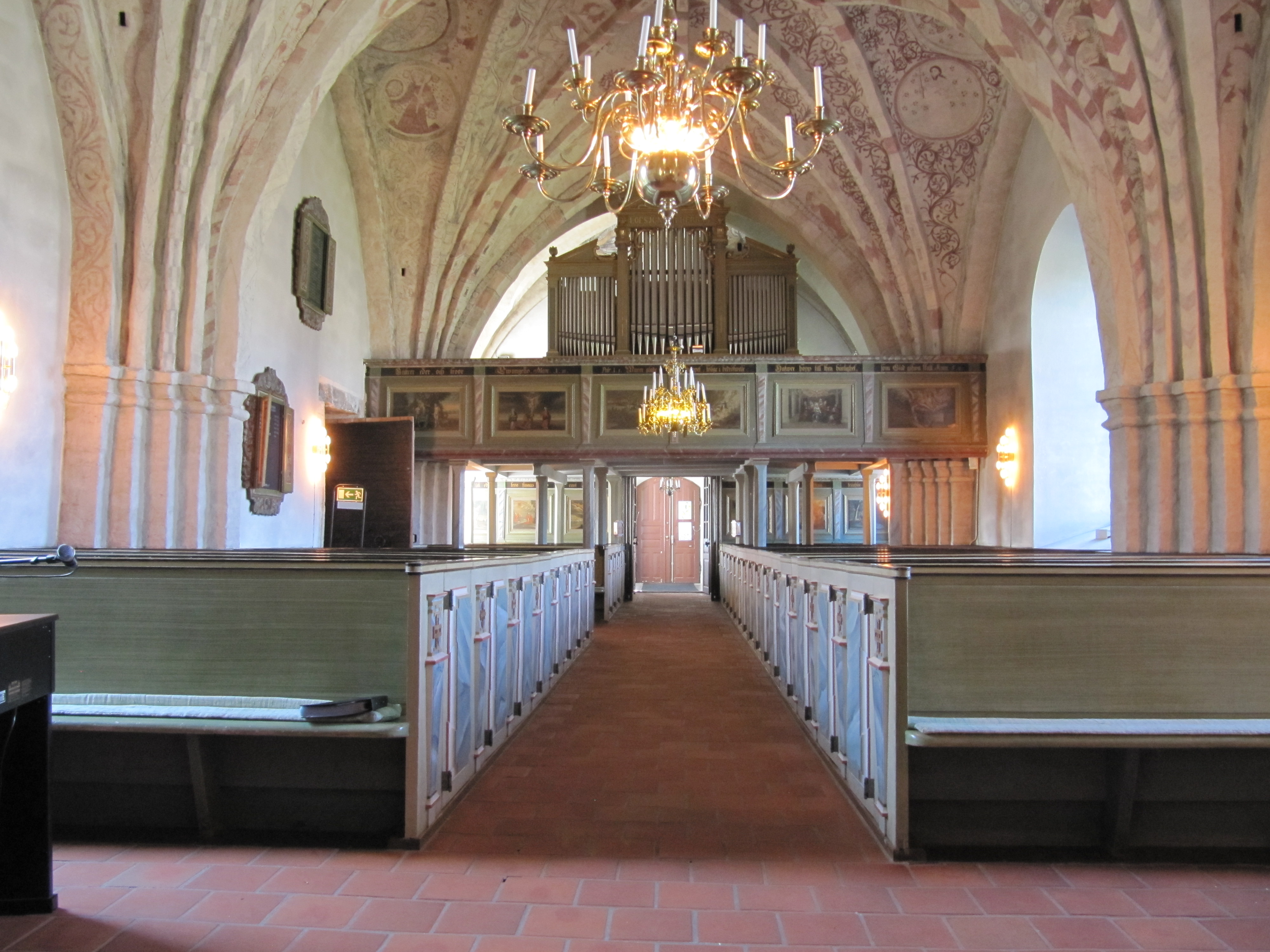
Kyrkorum mot väster
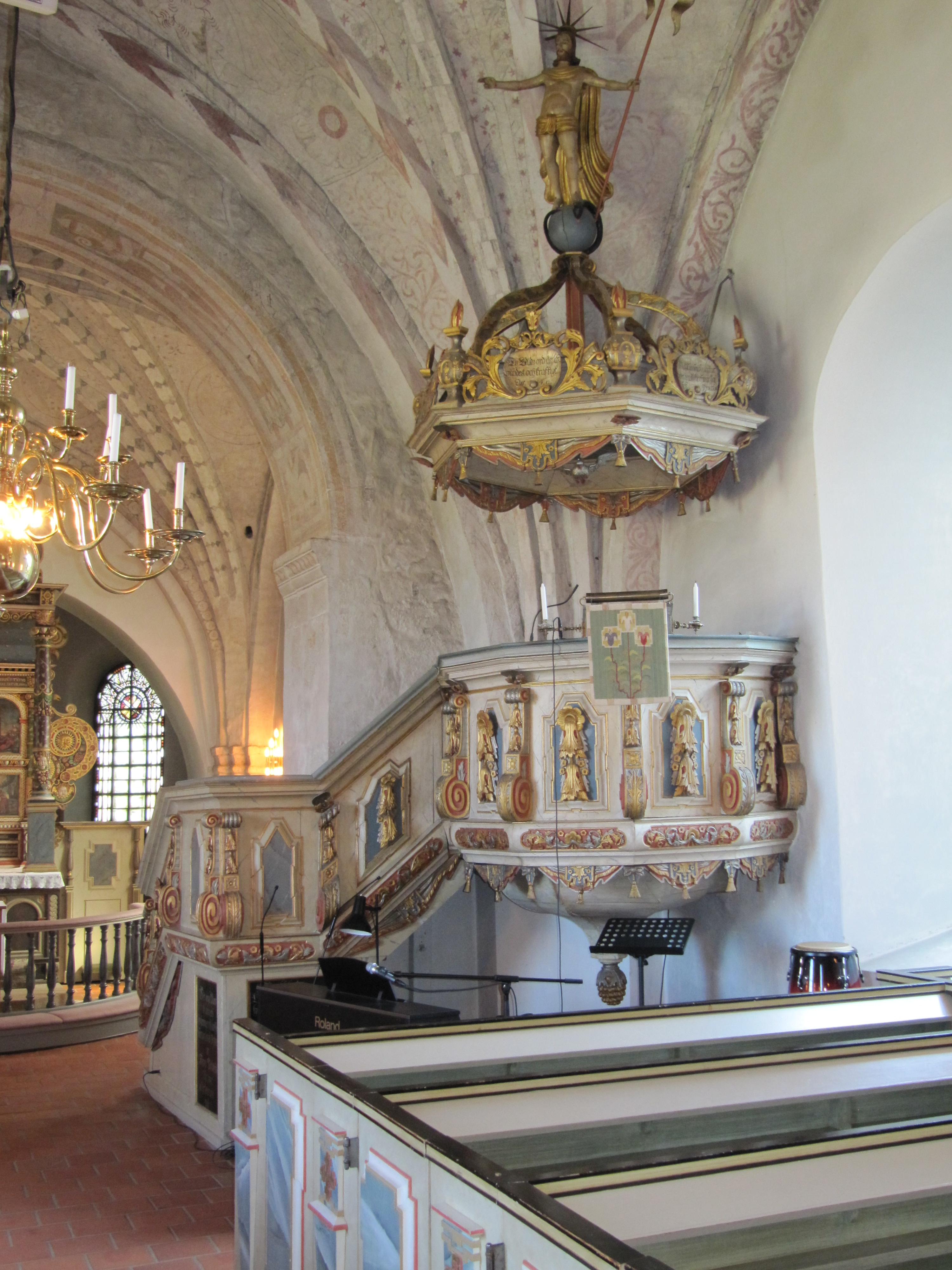
Predikstol
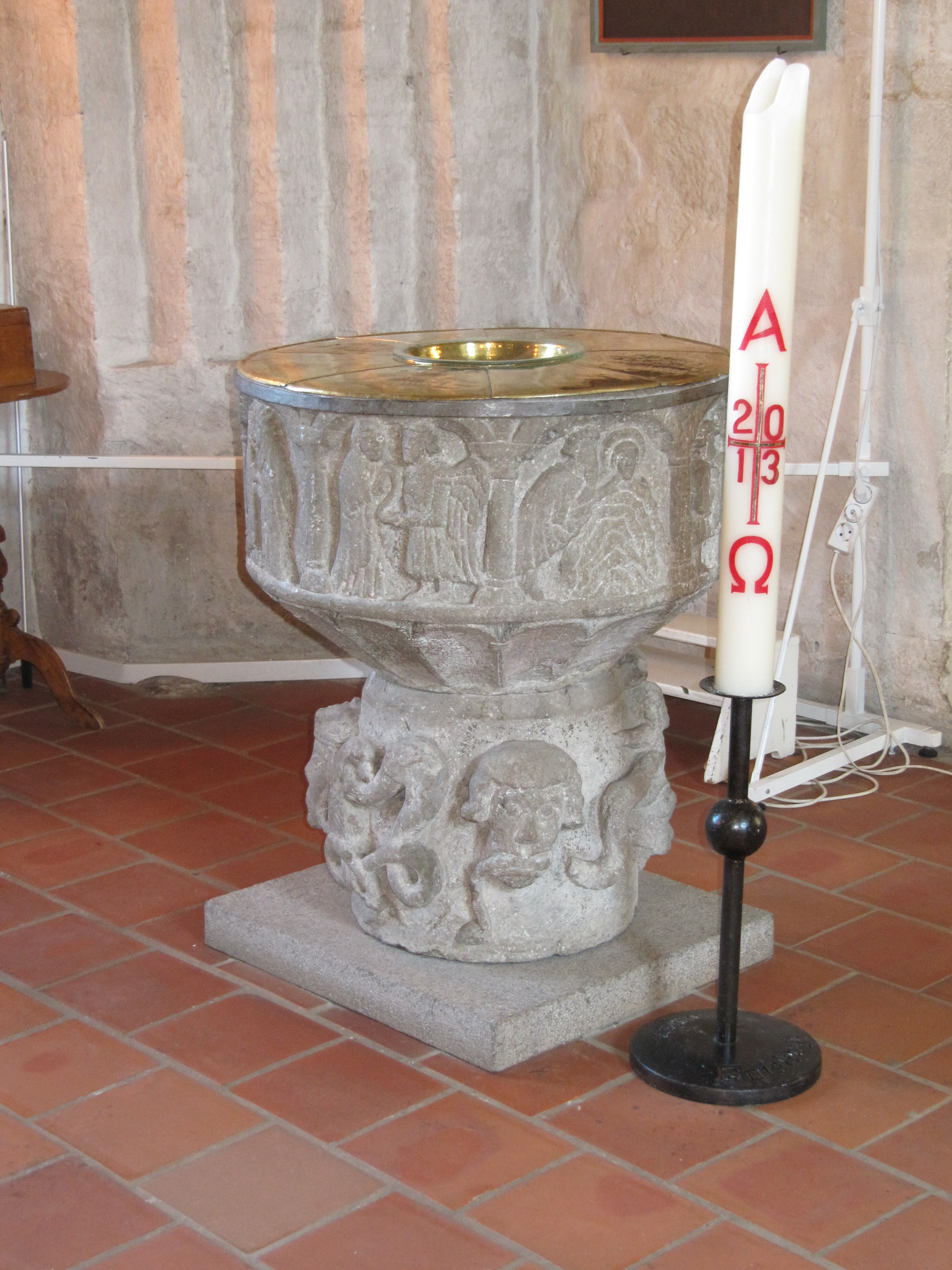
Dopfunt
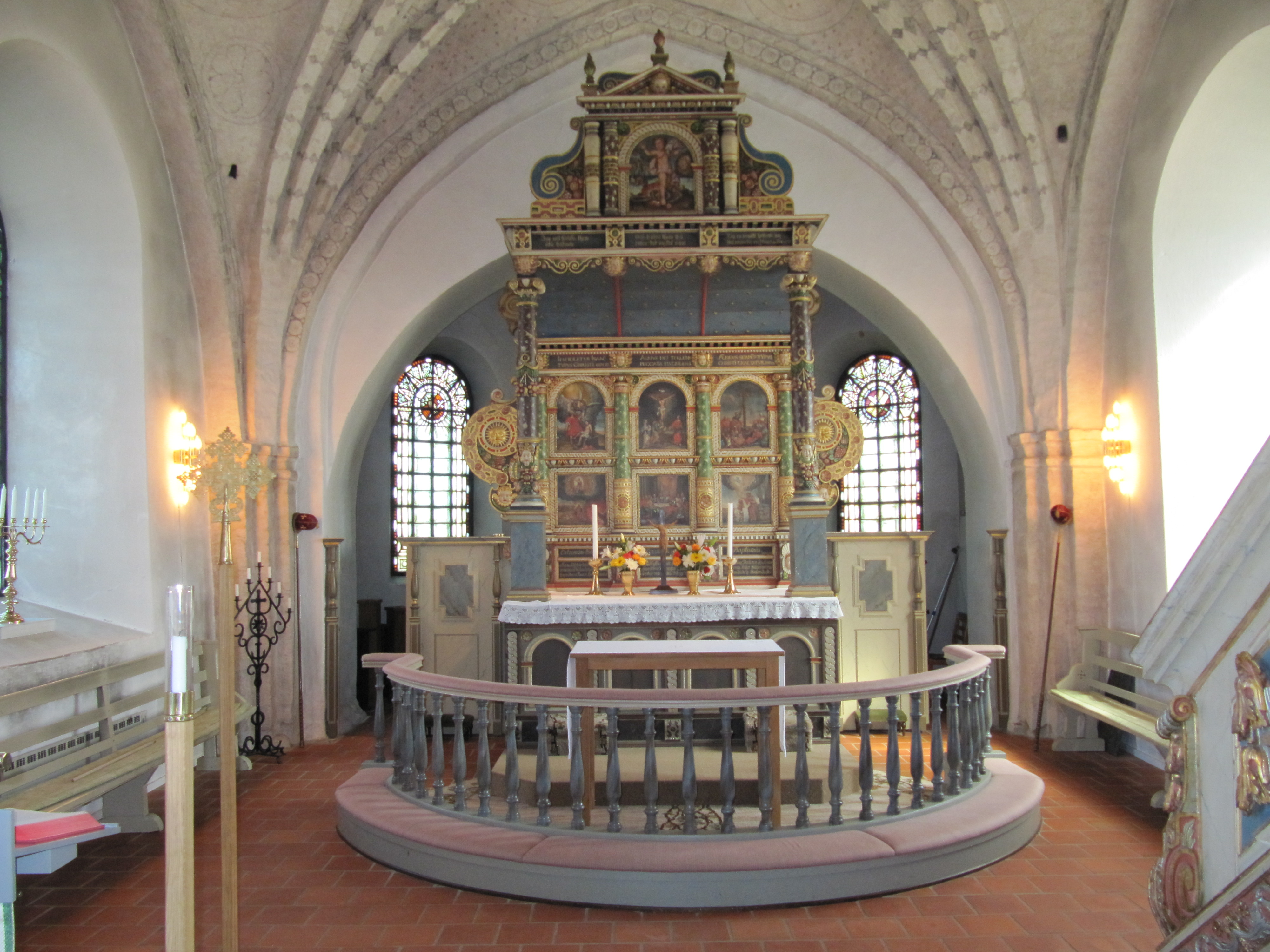
Kor med altaruppsats
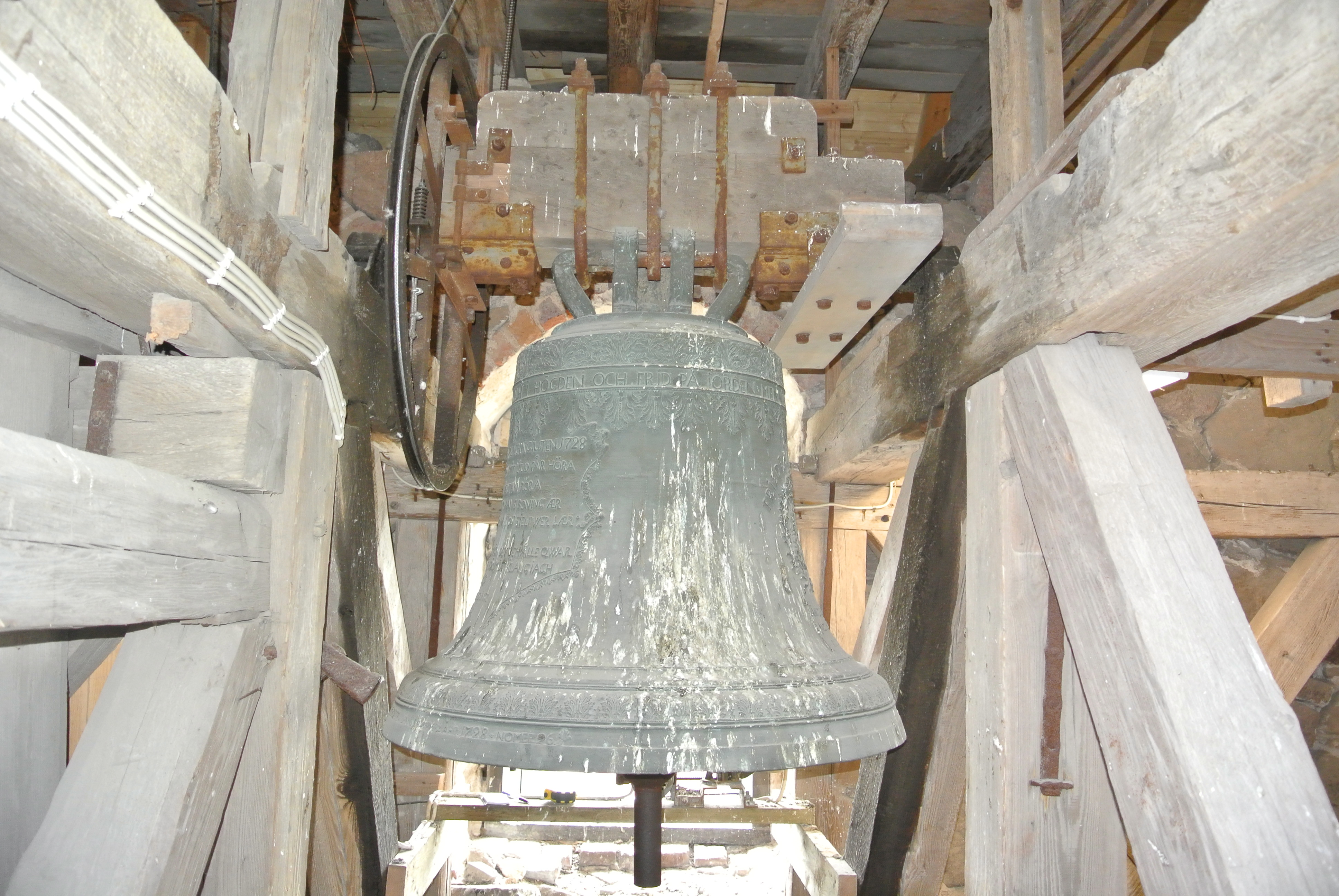
Storklockan
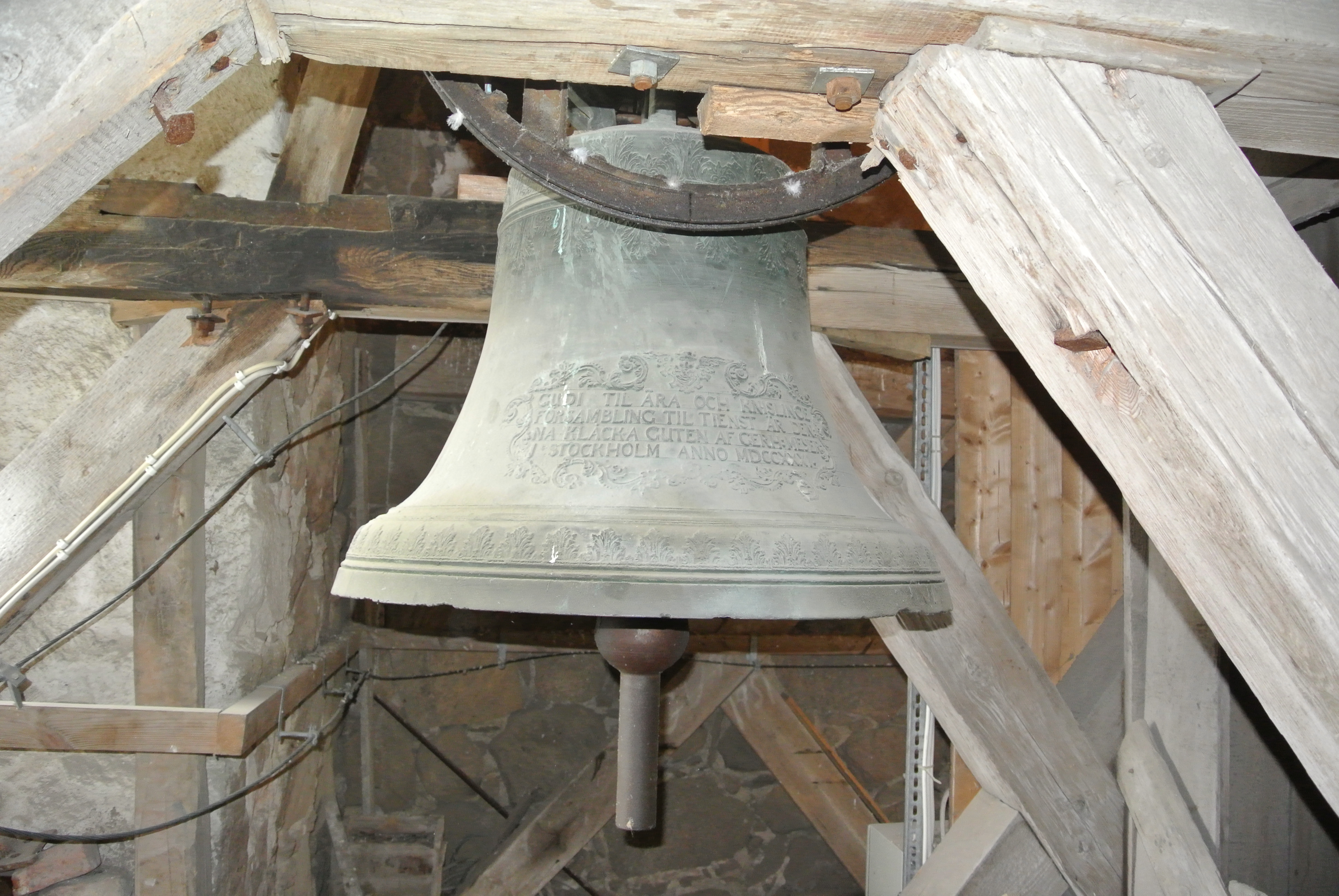
Lillklockan

## Medeltida målningar

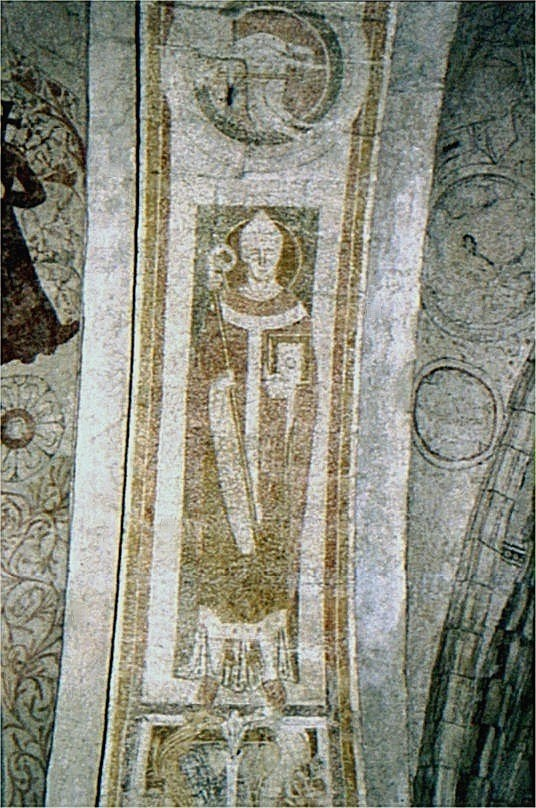
Biskop 1200-tal.
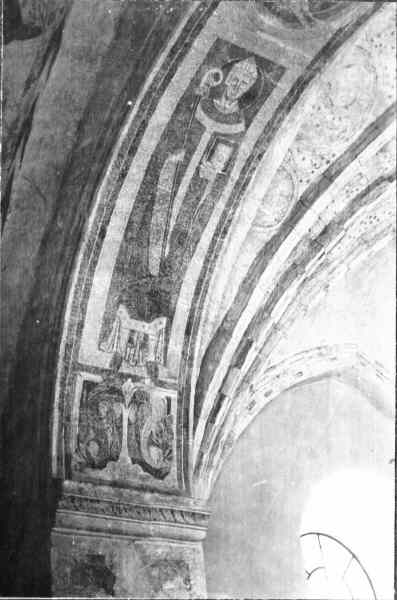
Korbågen / Triumfbågen
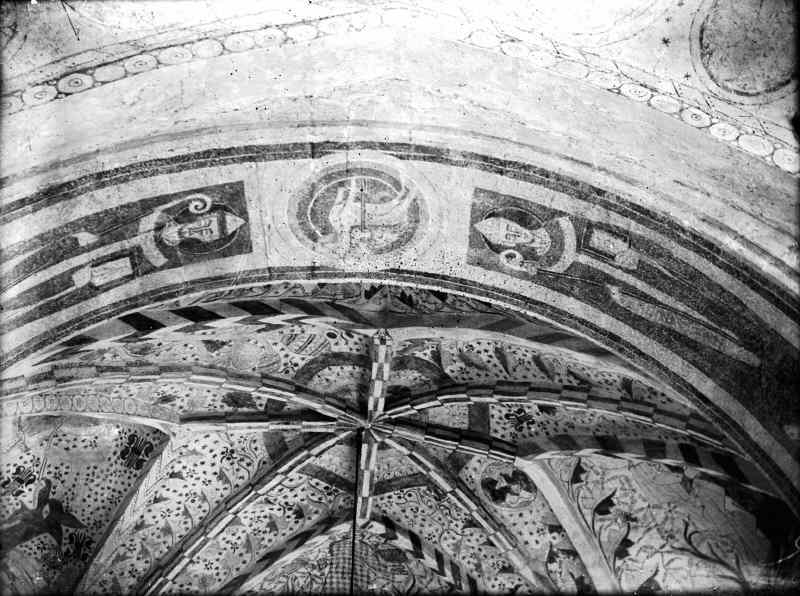
Foto RAÄ 1926.
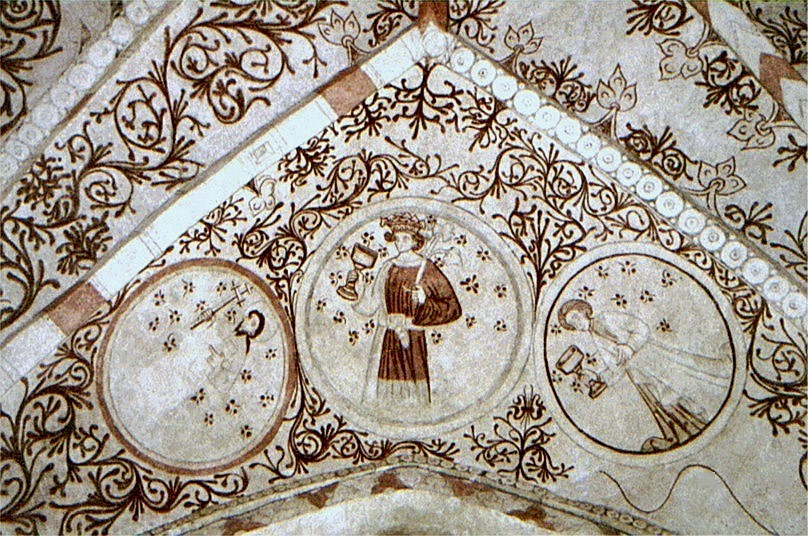
1400-tal, Vittskövlegruppen.
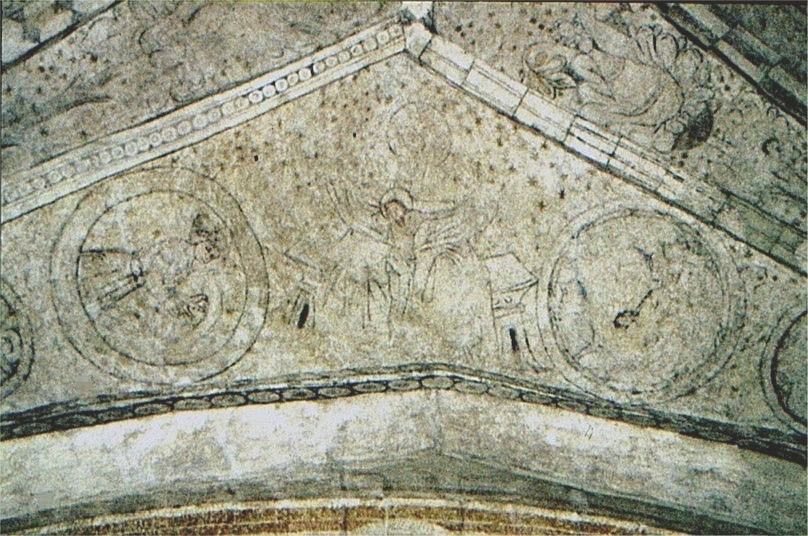
1400-tal
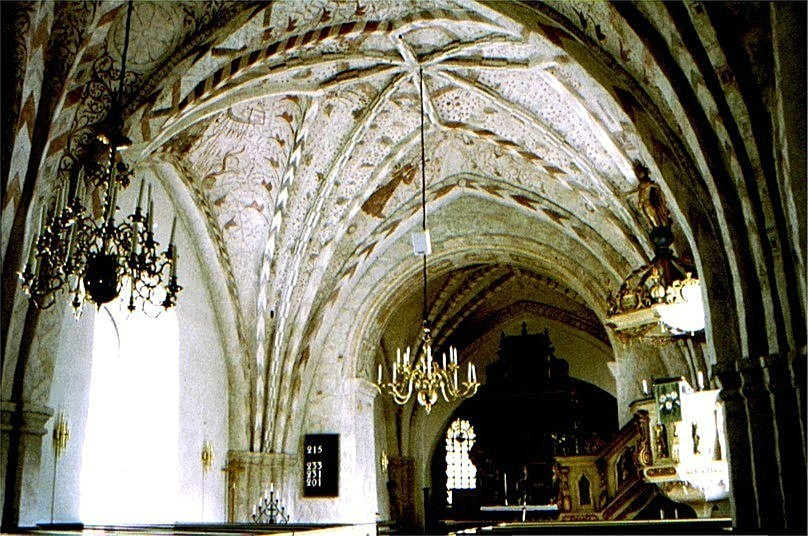
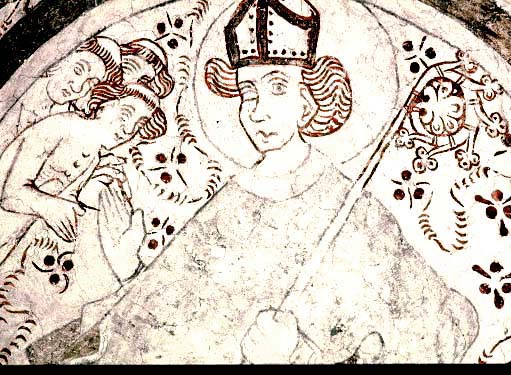
1400-tal, "Sankt Nikolaus" Foto: 1990-tal
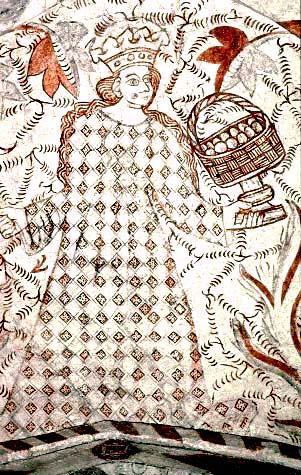
"Sankta Dorotea"
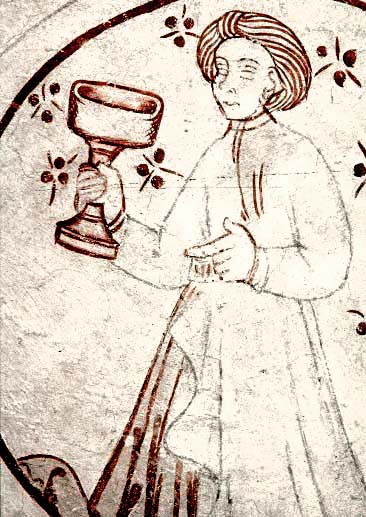
1400-tal, "Johannes"